# Ligularia karataviensis
Ligularia karataviensis là một loài thực vật có hoa trong họ Cúc. Loài này được (Lipsch.) Pojark. mô tả khoa học đầu tiên năm 1961.